# Arne Johan Almeland
Arne Johan Almeland (Bergen, 19 de febrero de 1965) es un deportista noruego que compitió en piragüismo en la modalidad de aguas tranquilas. Ganó una medalla de oro en el Campeonato Mundial de Piragüismo de 1987, en la prueba de K4 10 000 m.

## Palmarés internacional
| Campeonato Mundial | Campeonato Mundial   | Campeonato Mundial | Campeonato Mundial |
| Año                | Lugar                | Medalla            | Competición        |
| ------------------ | -------------------- | ------------------ | ------------------ |
| 1987               | Duisburgo (Alemania) | Medalla de oro     | K4 10 000 m        |